# Liebburg (Lienz)

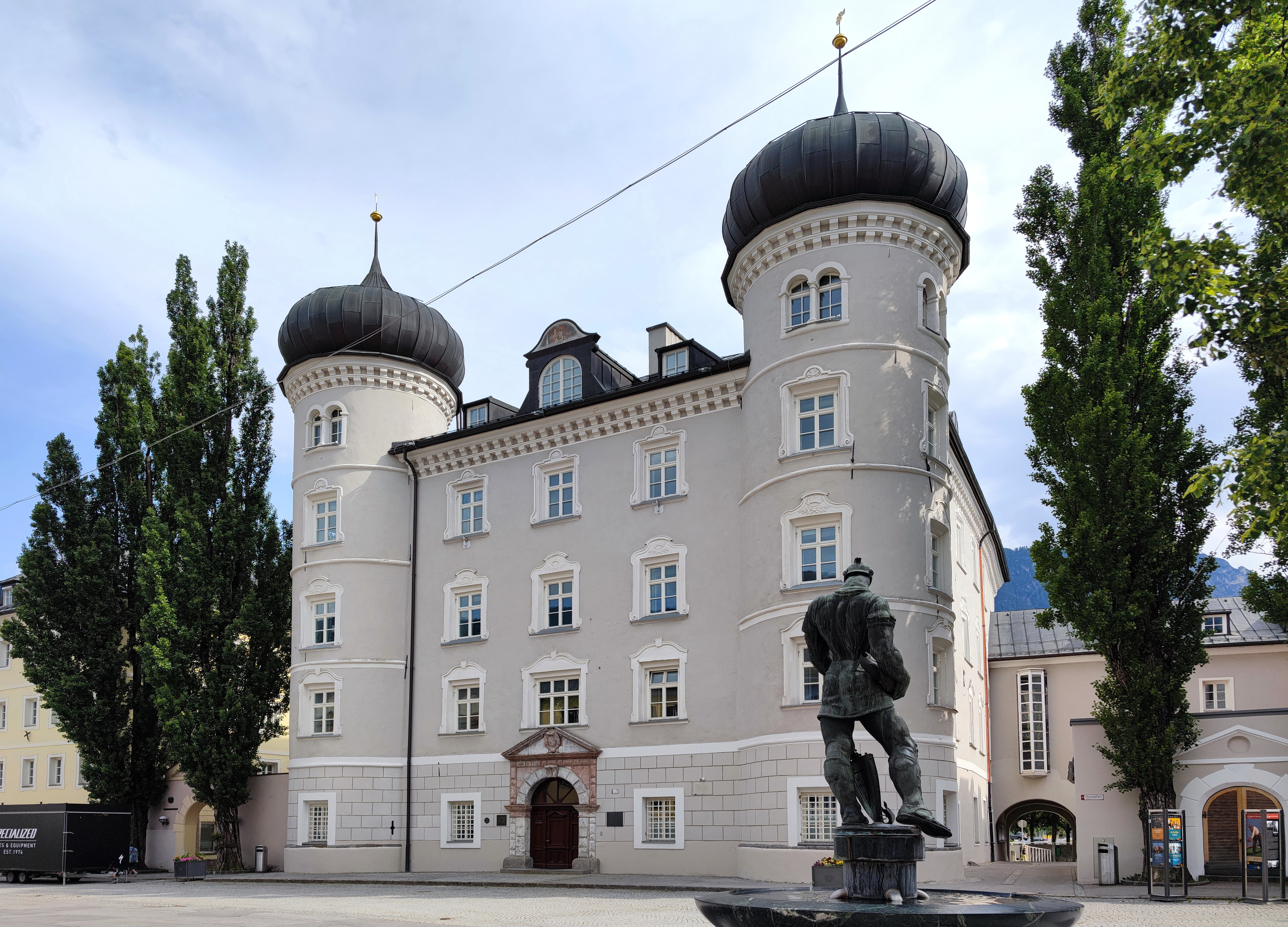
Liebburg, Fassade zum Hauptplatz

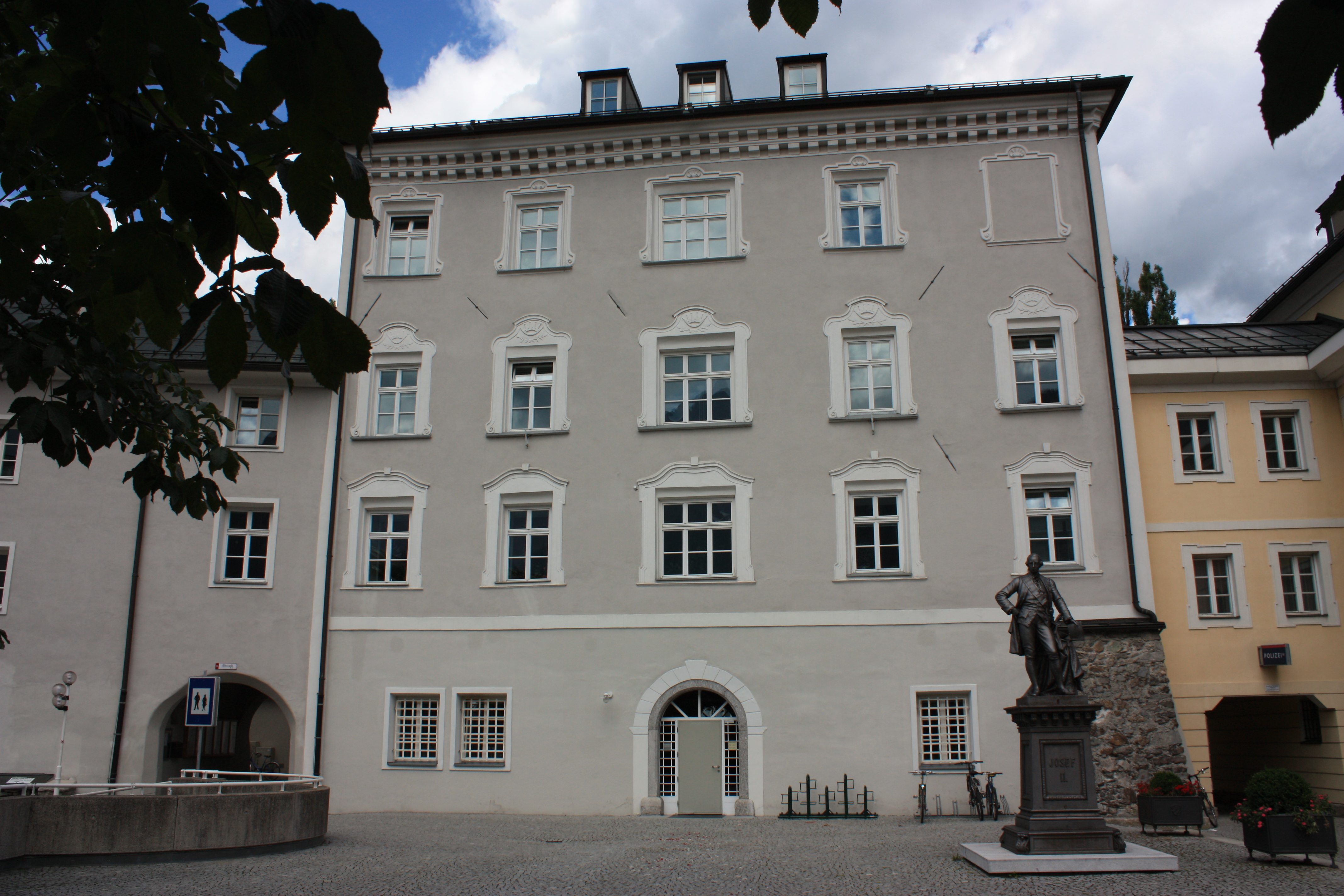
Rückseite mit Denkmal für Kaiser Joseph II.

Die Liebburg ist ein ehemaliger Ansitz am Hauptplatz der österreichischen Stadt Lienz in Osttirol. Sie wurde Anfang des 17. Jahrhunderts erbaut und war von ca. 1608 bis 1653 Wohnsitz der Freiherren von Wolkenstein-Rodenegg. Seit 1988 dient sie als Rathaus der Stadt Lienz. Sie gilt als Wahrzeichen der Stadt und steht unter Denkmalschutz (Listeneintrag).

## Geschichte
Nach dem Aussterben der Grafen von Görz im Jahr 1500 erhielten die Freiherren (seit 1630 Grafen) von Wolkenstein-Rodenegg die Herrschaft Lienz verliehen und residierten auf Schloss Bruck. Da die mittelalterliche Burg nicht mehr den Bedürfnissen des zeitgemäßen Wohnens entsprach, erbauten die Brüder Sigmund und Christoph von Wolkenstein-Rodenegg von 1605 bis 1608 die Liebburg in der Stadt. Nur wenige Monate nach Fertigstellung wurde sie beim großen Stadtbrand 1609 zerstört und anschließend wiedererrichtet. 1653 mussten die Wolkensteiner aus finanziellen Gründen die Herrschaft Lienz dem Tiroler Landesfürsten zurückgeben, der sie wiederum um 142.000 Gulden dem Königlichen Damenstift Hall in Tirol verkaufte, das nun die Verwaltung führte und die Liebburg als Amtssitz nutzte. Nach einem neuerlichen Brand wurde das Gebäude von 1723 bis 1725 barock umgestaltet. 1783 wurde das Damenstift durch Kaiser Josef II. aufgelöst. Von 1777 bis 1804 beherbergte die Liebburg das neu eingerichtete Gymnasium, das von Karmeliten betreut wurde. Danach wurde sie für militärische Zwecke genutzt, während der Tiroler Freiheitskämpfe diente sie als Lazarett. 1894 wurde die Liebburg nach den Plänen von Viktor Rizzardi zu einem Amtshaus für verschiedene Behörden, unter anderem die Bezirkshauptmannschaft, umgebaut. Nach dem Kauf durch die Stadt Lienz wurde das Gebäude von 1985 bis 1988 nach Plänen von Dieter Tuscher zum Rathaus umgestaltet, wofür 1991 der Europa-Nostra-Preis verliehen wurde.

## Beschreibung

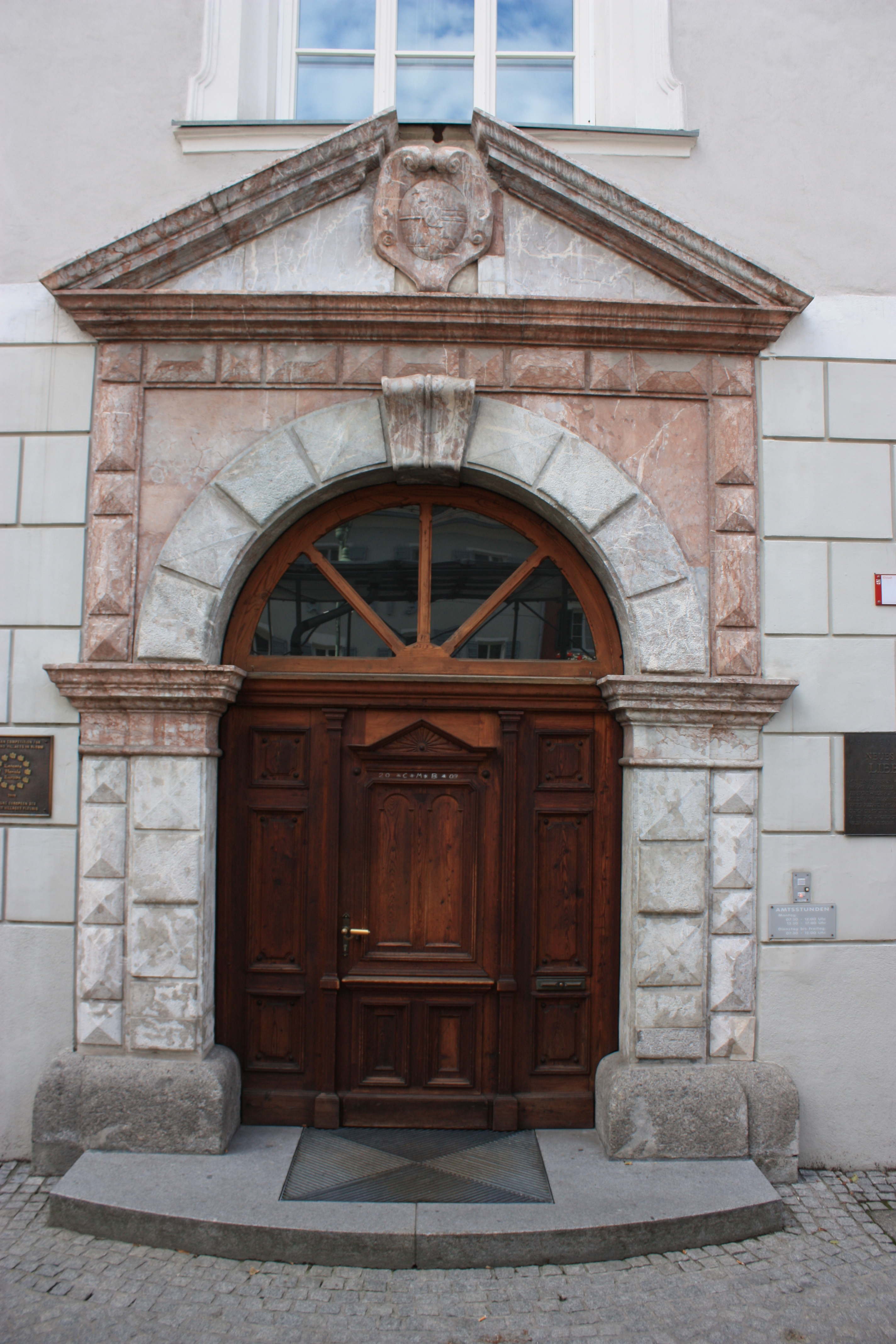
Portal

Der mächtige viergeschoßige Bau mit regelmäßiger Fassadengliederung und umlaufendem Balkenfries beherrscht, von zwei hohen Pappeln flankiert, die südliche Seite des Hauptplatzes. Die zum Hauptplatz zeigende Schaufassade im Norden wird von zwei fünfgeschoßigen barocken Rundtürmen mit Zwiebelhauben begrenzt. In der Mittelachse befindet sich ein rundbogiges Renaissance-Portal mit Rustika-Rahmen und Dreiecksgiebel, darin das Wappen der Wolkensteiner. Die hochrechteckigen Fenster sind mit Putzfaschen versehen und im Erdgeschoß mit schmiedeeisernen Steckgittern gesichert. Das Innere wurde 1894 komplett umgestaltet.